# Bradford Interchange
La Bradford Interchange est une gare ferroviaire et gare routière du Royaume-Uni. Elle est située dans la ville de Bradford, dans le Yorkshire de l'Ouest en Angleterre, et est desservie par des trains sur la ligne Calder Valley Line et par trains pour York et Londres.
Les services à partir de Bradford Interchange sont opérés par Grand Central Railway et Northern Rail.

## Situation ferroviaire

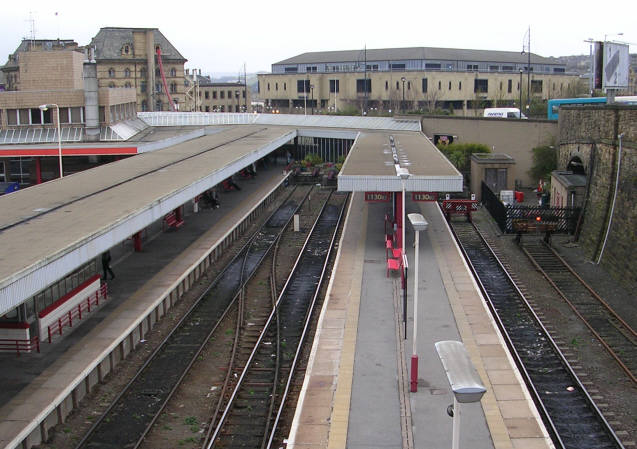
Les quais.

La gare est une station intermédiaire sur la route entre Leeds et Huddersfield. Elle est une gare tête de ligne due à la topographie vallonnée de Bradford. Les deux branches se separent environ 500 m au sud de l'extrémité des voies. La route vers Leeds tourne vers l'est immédiatement suivant le pont ferroviaire traversant la rue Mill Lane, la route vers Manchester continue vers le sud et traverse le tunnel de West Bowling dont le portail nord est situé environ 1500 m au sud de la gare. Les gares suivantes sont New Pudsey en direction de Leeds et Low Moor en direction de Manchester.
Il y a deux quais centrales avec quatre voies, une cinquième voie a l'est de la station permet garer des trains qui ne sont pas en service.

## Histoire

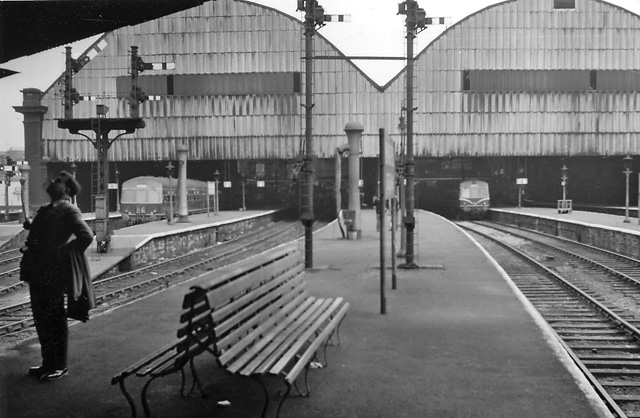
Bradford Exchange en 1961.

La station originale, qui était nommé Bradford Exchange, fut ouverte en 1850. Elle était une station commune aux compagnies Great Northern Railway et Lancashire & Yorkshire Railway. En 1867, le Leeds, Bradford and Halifax Junction Railway les joignit en fermant sa gare particulière à Adolphus Street aux passagers. La station fut reconstruite en 1880. Elle avait dix quais. En 1973, elle fut considérée trop grande, et fut reconstruite encore une fois, et en même temps disloquée plus au sud. Une gare routière fut ajoutée en 1977, et l'ensemble renommé 'Bradford Interchange' en 1983. La gare routière fut reconstruite entre 1999 et 2001. Une remodelage du plan des voies en 2008 permet une entrée simultanée des trains de tous les deux directions, et aux vitesses plus grandes qu’avant.

## Service des voyageurs

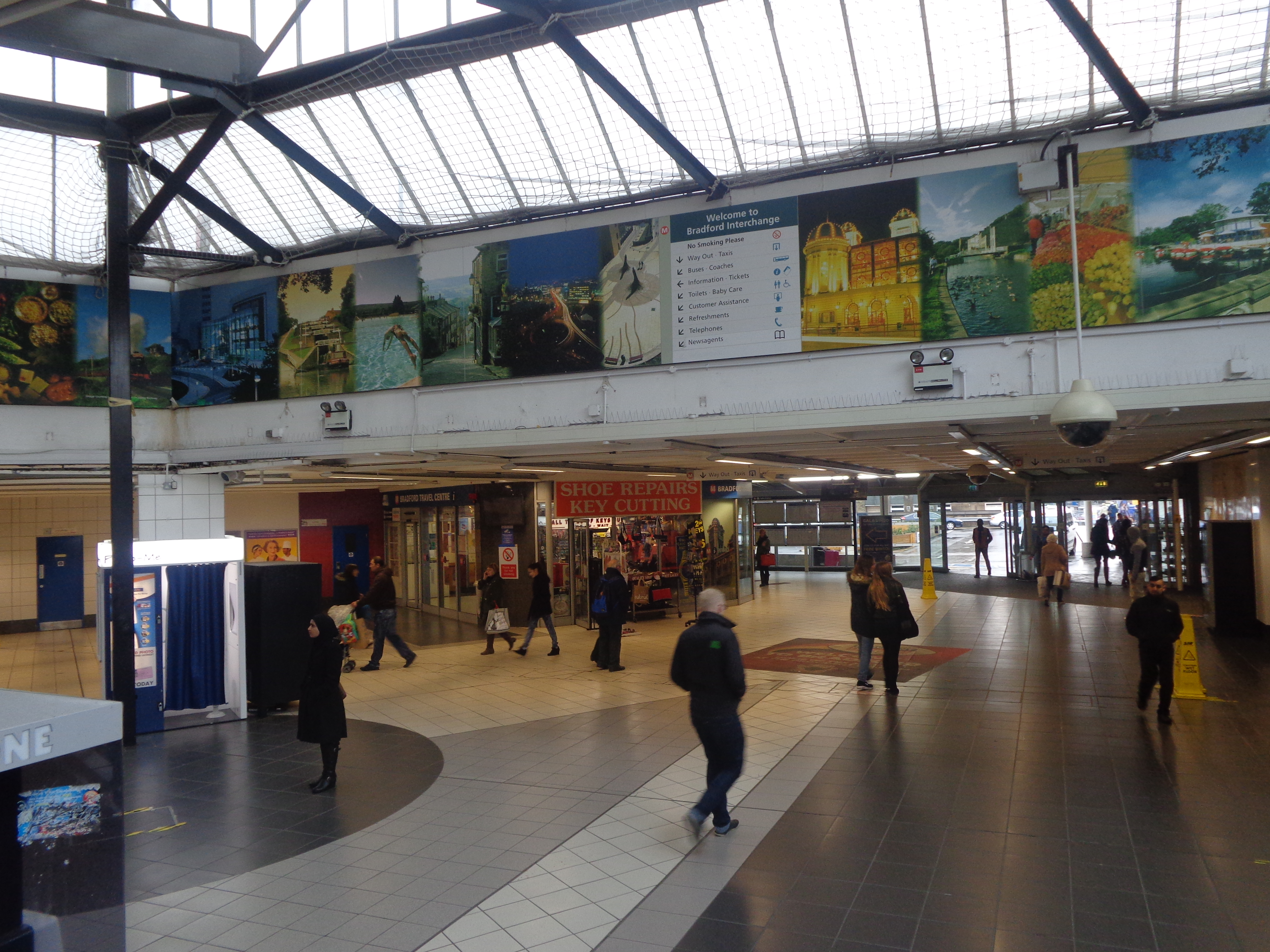
Passage centrale.

### Accueil
Les quais et les arrêts des autobus et autocars se trouvent sur le même niveau. Ils sont directement accessibles aux piétons, mais sont séparés les uns des autres. Ils sont reliés par la passage centrale en bas d’eux, qui sert aussi comme entrée principale. Des escaliers, escalators et ascenseurs donnent accès auz quais et arrêts.
Tickets pour les autobus et autocars sont vendus aux guichets dans la passage centrale. Là-bas, on trouve aussi quelques magasins et cafés et les W.-C. Les guichets ferroviaires se trouvent au niveau supérieur, près de l’entrée aux quais.

### Desserte et intermodalité

#### Chemins de fer
Bradford Interchange est une de deus gares desservant la cité de Bradford. L’autre est la gare de Bradford Forster Square qui se trouve au nord du centre-ville, environ 10 minutes à pied de Bradford Interchange.
La plupart des trains desservant la gare font partie de la route Calder Valley Line, opérée par Northern. Du lundi à samedi pendant les journées, il y a un train toutes les 15 minutes pour Leeds et aussi pour Halifax. Parmi les trains pour Leeds, un train par heure continue pour York. Parmi les trains pour Halifax, deux trains par heure continuent pour Manchester Victoria, un par heure pour Blackpool North et un par heure pour Huddersfield. Les soirs et les dimanches, il y a normalement trois trains par heure pour Leeds dont un continue pour York, et trois trains par heure pour Halifax dont un continue à Manchester et un autre à Blackpool, et le troisième à Huddersfield aux heures alternantes. Des automotrices des classes 142, 143, 144, 150, 153, 155, 156 et 158 sont utilisées.
Les services pour King's Cross sont opérés par Grand Central Railway. Ils commençaient en janvier 2009 et s’arrêtent à Halifax, Brighouse, Mirfield, Wakefield Kirkgate, Pontefract Monkhill et Doncaster. Depuis 2010, il y a quatre trains par jour en toutes les deux directions. Le matériel roulant est du type Coradia.

#### Autobus

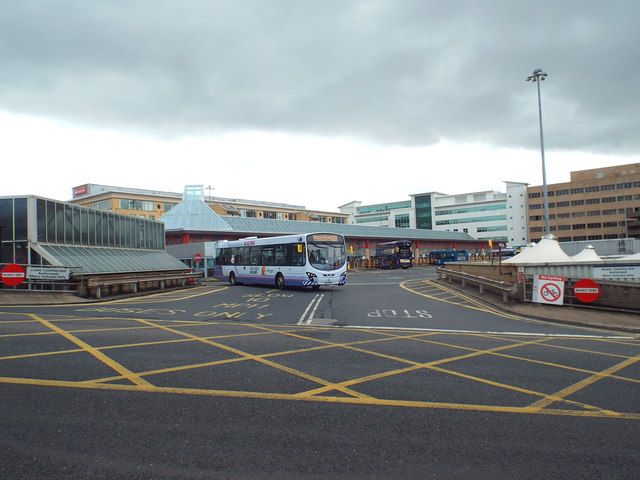
Un autobus part la gare routière à Bradford Interchange.

Bradford Interchange est servi par la majorité des lignes au centre-ville. Il y a notamment des services directs à Leeds, Halifax, Harrogate, Huddersfield, Wakefield, et à l’Aéroport international de Leeds-Bradford.

#### Autocar
La gare routière se trouve immédiatement à l'ouest de la station ferroviaire et est utilisée par les autobus desservant les routes locales aussi que par les autocars de National Express. Le guichet de National Express est fermé depuis le 10 Mai 2019. Il y a des autocars directs pour l’Aéroport de Heathrow, Birmingham, Cardiff, Chester,Coventry, Hull, Leeds, Liverpool, Londres, Newcastle upon Tyne, Oxford, Skegness et Skipton.